# Wa yao
Els yao o wa yao són un grup ètnic de Moçambic al sud del llac Niassa. Molts són musulmans. El seu nombre és de l'entorn de dos milions repartits entre Moçambic, Malawi i Tanzània dels quals una quarta part viuen a Moçambic. És un dels pobles més pobres del món però amb una forta identitat cultural. L'origen tradicional dels yao se situa entre el riu Rovuma i el riu Lujenda al nord de Moçambic.
Els yao van comerciar amb els mercaders àrabs, negociant amb vori i esclaus a canvi de vestits i armes. Aquest tràfic els va enriquir i els caps yao dominaren la moderna província de Niassa al segle xix (els yao s'hi van desplaçar, ja que abans vivien a Malawi i Tanzània). Al començament del segle xx van esdevenir tots musulmans. Els britànics els van atacar diverses vegades per impedir el tràfic d'esclaus.
Un dels caps més importants fou Mataca o Mataka. El 1897 la Companyia de Niassa (que tenia la concessió del territori de l'estat portuguès) va projectar una expedició contra ell, però davant la resistència que s'esperava, el pla es va abandonar; el 1889 finalment va aconseguir portar a terme amb èxit el projecte contra Mataca, amb el suport d'un cos de 200 soldats colonials regulars blancs i 2800 indígenes, establint una posició a Metarica; des d'aquí el 1900 la companyia va poder ocupar Messumba o el 1902 Metangula, ambdues a la riba del llac Niassa. Matacae es va convertir a l'islam per assegurar una estructura social forta al seu poble. La capital dels yao de Moçambic era Chiconono. Entre 1915 i 1917 el territori fou teatre d'actes de resistència de la població local i els alemanys de l'Àfrica Oriental Alemanya hi van fer algunes incursions després del 1916 quan la guerra va esclatar entre Portugal i Alemanya. Els portuguesos van construir una carretera que va afavorir l'ocupació efectiva del Planalto de Mueda. La companyia de Niassa va consolidar aquesta dominació vers el 1920. Sota els portuguesos els yao van esdevenir agricultors forçats, però mai van abandonar la seva cultura i tradicions. Els seus territoris són el nord i est de la província de Niassa, i a la capital Lichinga són el 40%.
A Malawi es van establir al país al segle xix. Entre les persones d'aquesta ètnia el president Bakili Muluzi. Pel seu contacte amb els àrabs disposaven d'armes i podien derrotar els seus veïns (com els ngoni o els chewa) fàcilment.
A Tanzània es van oposar als alemanys; el 1890 el rei yao Machemba va refusar reconèixer l'autoritat del comandant alemany Von Wismman però va acceptar comerciar amb els alemanys; finalment els alemanys els van sotmetre.
Els yao parlen la llengua chiyao, coneguda també com a Achawa, Adsawa, Adsoa, Ajawa, Ayawa, Ayo, Ayao, Djao, Haiao, Hiao, Hyao, Jao, Veiao, o Wajao; el parla un milió de persones a Malawi i mig milió a Moçambique i altre mig milió a Tanzània. Molts yao parlen portuguès a Moçambic i anglès als altres dos països.